# فاليري هال
فاليري هول (بالإنجليزية: Valerie Hall) ولدت في 1946 وتوفيت سنة 2016. أستاذة إيرلندية في علم الأحياء القديمة في جامعة كوينز بلفاست حتى تقاعدها في عام 2010، وظلت بعد ذلك أستاذًة في أمريتا"Emerita". حصلت على درجة 2:2 في علم النبات بجامعة كوينز بلفاست عام 1968 وحصلت على درجة الدكتوراه في علم البيئة القديمة في عام 1989. وقد أنتجت عددًا من المنشورات التي من أشهرها «فلورا هيبرنيتسا»، والتي شاركت في كتابتها مع J. Pilcher ونشرت في عام 2001.
كانت مديرة البحوث في مدرسة علم الآثار وعلم الأحياء القديمة بجامعة كوينز في بلفاست.
كانت فاليري نائباً لرئيس لجنة "INQUA" لتكنولوجيا التكرون وعلم البراكين، وكانت هي السكرتيرة الشرفية لشركة "Irish Naturalists 'Journal Ltd".